# Cheumatopsyche temburonga
Cheumatopsyche temburonga är en nattsländeart som beskrevs av Malicky 1997. Cheumatopsyche temburonga ingår i släktet Cheumatopsyche och familjen ryssjenattsländor. Inga underarter finns listade i Catalogue of Life.